# Margarete Stokowski

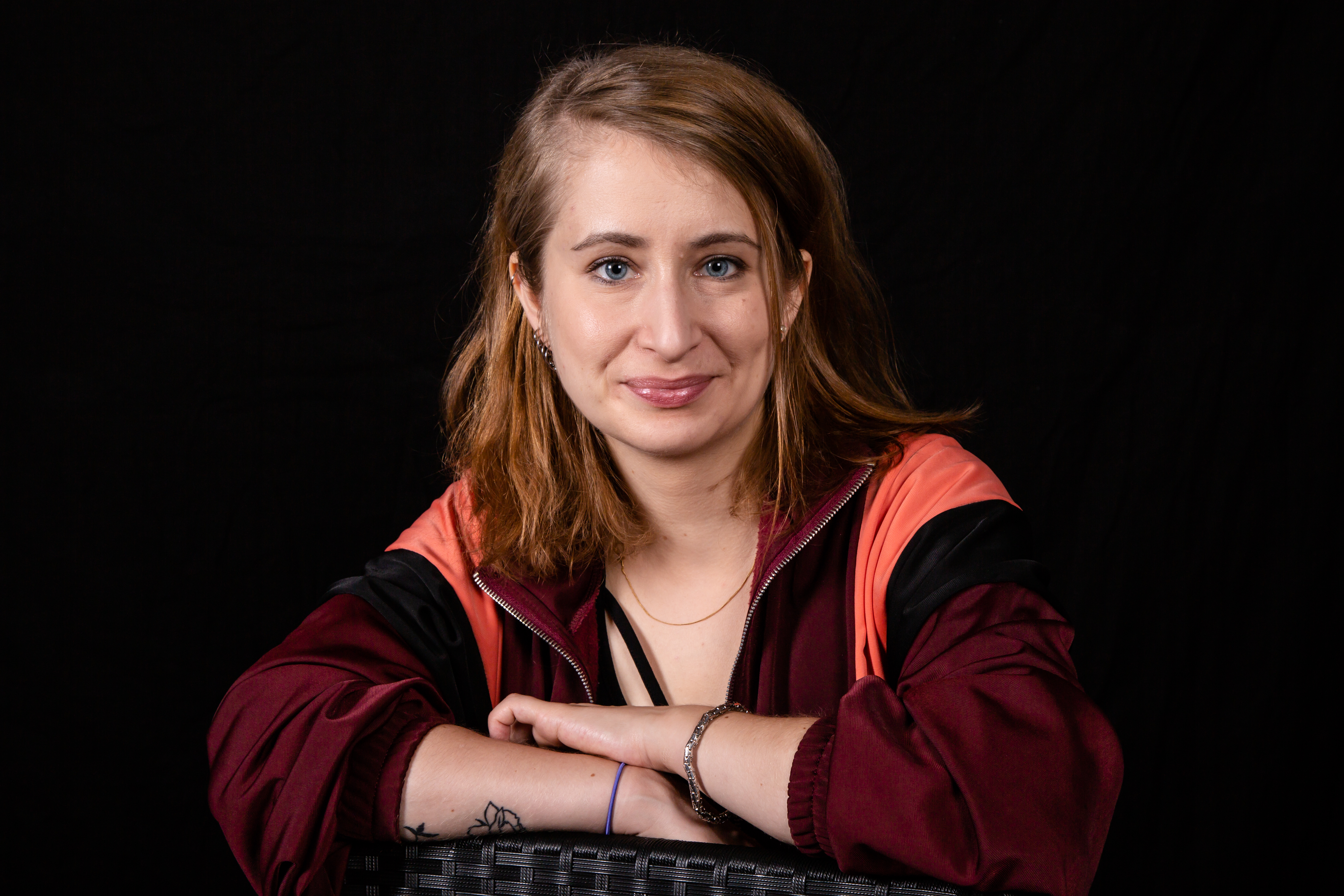
Margarete Stokowski (2018)

Margarete Stokowski (Zabrze, Polonia; 14 de abril de 1986) es una escritora y columnista polaca - alemana. 

## Biografía
Margarete Stokowski nació en Polonia en 1986. En 1988 su familia se mudó al barrio de Neukölln en Berlín. Su padre es físico y su madre psicóloga. Estudió filosofía y ciencias sociales en la Universidad Humboldt de Berlín y completó sus estudios en 2014 con una tesis sobre Simone de Beauvoir.

## Trabajo
Ha escrito para varios periódicos y revistas desde 2009. Durante sus estudios en la Universidad Humboldt de Berlín, obtuvo su primera experiencia periodística con el periódico estudiantil UnAufgefordert (No preguntado), donde también asumió el cargo de editora en jefe. De 2011 a 2015, escribió columnas para el taz. Desde octubre de 2015, ha estado escribiendo la columna Arriba y Abajo en Spiegel Online. 2016, su libro de no ficción Bottom apareció gratis en Rowohlt Verlag. Junto con Sibylle Berg y otros, en agosto de 2018, publicó un canon "educativo" de mujeres en Spiegel Online y Watson.ch bajo el título "Debes conocer a estas mujeres". A finales de septiembre de 2018, salió la colección de textos The Last Days of the Patriarchate, una selección de columnas y ensayos sobre los que Angela Gutzeit escribió en SWR2: "Stokowski ama la palabra franca y la discusión de confrontación, que a veces puede ser algo demasiado desenfrenada. Pero generalmente brilla con movimientos inteligentes." Tanto Untenrum frei como Die letzten Tage des Patriarchats estaban en la lista de los más vendidos de la revista Spiegel.   
En 2018, provocó controversia cuando canceló una lectura agotada en una librería de Múnich porque también tenía textos primarios de autores de derecha. La revista de la Süddeutsche Zeitung la llamó la "voz más fuerte del feminismo alemán" en 2019 y le dedicó una historia de portada. En 2019 fue galardonada con el Premio Kurt Tucholsky por su trabajo como columnista de Spiegel Online y el Premio Luise Büchner de Periodismo por su análisis de las "contradicciones en las relaciones entre mujeres y hombres presentes en nuestra supuesta sociedad igualitaria todavía existe".
En su discurso sobre el Premio Tucholsky, que fue publicado en extractos en el taz, Stokowski habló sobre "amenazas de muerte y la inacción del Estado". Sus cargos penales, que había presentado no por insultos sino por amenazas a la vida y la integridad física, se suspendieron debido a la falta de interés público : 

Me gustaría pensar que existe un interés público en que las autoras puedan escribir sin que les digan que deben ser golpeadas, disparadas y quemadas. Eso no parece mucho pedir.
Margarete Stokowski

## Recepción en la cultura popular
El semanario Freitag plantea regularmente la pregunta "Fleischhauer o Stokowski?" haciendo alusión a la rivaliadad política entre las columnas de Stokowski y el publicista conservador Jan Fleischhauer (anteriormente ambas en Spiegel Online). Arno Frank escribió que ambos eran "como caudillos enemigos". Para el Día Internacional de la Mujer 2020, la entrega de flores en línea Colvin ofreció un ramo llamado "Margarete Stokowski".  Un grupo de Facebook se llama "Margarete Stokowski Ultras".  

## Premios
- 2019: Premio Luise Büchner de Periodismo
- 2019: Premio Kurt Tucholsky

## Trabajos

### Libros
- Untenrum frei. Rowohlt Verlag, Reinbek 2016, ISBN 978-3-498-06439-6
- Die letzten Tage des Patriarchats. Rowohlt Verlag, Reinbek 2018, ISBN 978-3-498-06363-4.

### Contribuciones de libros (selección)
- jeder tag…. In: Christiane Frohmann (Hrsg.): Tausend Tode schreiben. Berlín 2015, ISBN 978-3-944195-55-1
- Sie hat ‚ficken‘ gesagt. In: Volker Surmann, Heiko Werning (Hrsg.): Ist das jetzt Satire oder was? Beiträge zur humoristischen Lage der Nation. Satyr, Berlín 2015, ISBN 978-3-944035-62-8
- frau k. In: Christoph Buchwald, Ulrike Almut Sandig (Hrsg.): Jahrbuch der Lyrik 2017. Schöffling, Frankfurt am Main 2017, ISBN 978-3-89561-680-8
- Vorwort zu: Charles Fourier: Die Freiheit in der Liebe. Ein Essay. Edition Nautilus, Hamburg 2017, ISBN 978-3-96054-055-7
- Stadt, Land, Fluss beim Sex – Mein Leben als feministische Kolumnistin. In: Peter Felixberger, Armin Nassehi (Hrsg.): Kursbuch 192. Frauen II. Kursbuch Kulturstiftung, Hamburg 2017, ISBN 978-3-96196-000-2.
- Nachwort, in: Olympe de Gouges: Die Rechte der Frau und andere Texte. Reclam-Verlag, Ditzingen 2018, ISBN 978-3-15-019527-7
- Zurück. In: Lina Muzur (Hrsg.): Sagte sie. 17 Erzählungen über Sex und Macht. Hanser Berlin, Berlín 2018, ISBN 978-3-446-26074-0
- Sprache. In: Fatma Aydemir, Hengameh Yaghoobifarah (Hrsg.): Eure Heimat ist unser Albtraum. Ullstein fünf, Berlín 2019, ISBN 978-3-96101-036-3
- Introducción a Virginia Woolf: Ein eigenes Zimmer. (Una habitación propia) Fischer Taschenbuch, Berlín 2019,  ISBN 9783596522354

## Literatura
- Tobias Haberl: Die lauteste Stimme des deutschen Feminismus. En: Süddeutsche Zeitung Magazin. Número 23, 6. Junio 2019 (en línea )

## Enlaces web
- «Biografía y colección de reseñas». Perlentaucher (en alemán).
- Perfil de Margarete-Stokowski en spiegel.de
- Perfil de Margarete-Stokowski en taz.de.
- Nadie diría Powermann. Margarete Stokowski en una entrevista sobre las carreras profesionales de las mujeres, 25. Octubre de 2016 temporal en línea
- Las mujeres han desarrollado un enorme grado de profesionalismo para ignorar las cosas... Margarete Stokowski en una entrevista sobre #MeToo, 3. Noviembre 2017 en aspectos
- Videos von und über Margarete Stokowski
- Deutschlandfunk matices. Música y preguntas sobre la persona de 16 años. Diciembre de 2018